# 克勒格尔
克里斯蒂安·克勒格尔（德語：Christian Jakob Kröger，1903年—1993年），德国礼和洋行工程师。南京大屠杀期间，任南京安全区国际委员会财务主管，国际红十字会南京委员会会计。

## 生平
1903年生于奥藤森，后来成为出口工程师。1928年受礼和洋行委派来到中国，主要在太原工作。1936年在南京认识了布瑟，因而申请调到南京工作。
南京大屠杀期间，任南京安全区国际委员会财务主管，国际红十字会南京委员会会计，帮助难民寻找食物和药品，多次用相机记录日军暴行。1938年1月23日，以结婚为由到达上海，做报告揭露日军暴行，引起世界媒体关注。1938年3月8日与布瑟在香港结婚，1939年1月回到德国。
1988年给中国大使郭丰民寄去了南京大屠杀的文字材料，包括日记《决定南京命运的日子》（Days of Fate in Nanking）。1993年在汉堡去世。